# Schöffen-Appellationsgericht Frankfurt
Das Schöffen-Appellationsgericht Frankfurt in Frankfurt am Main war ein Gericht zweiter Instanz im Großherzogtum Frankfurt.

## Geschichte
1806 wurde die Reichsstadt Frankfurt Teil des Großherzogtums Frankfurt. Mit Patent vom Oktober 1806 führte Karl Theodor von Dalberg das Schöffen-Appellationsgericht Frankfurt als Gericht zweiter Instanz in Zivilsachen mit Streitwert über 100 Gulden ein. Als erstinstanzliches Gericht wirkte es für privilegierte Adelspersonen, Konkurssachen und Angelegenheiten für die früher der ganze Rat zuständig war.
Direktor wurde der Geheime Rat Johann Richard von Roth, daneben wurden vier Räte aus der Zahl der Senatoren berufen. Jeweils zwei davon stellten die Ganerbenschaften Alten Limpurg und Zum Frauenstein. Nach langen Konflikten in den Adelsfamilien einigte man sich auf folgende Räte:  Anton Ulrich von Holzhausen (Alten Limpurg), Heinrich Dominikus von Heyden (Frauenstein, ab 1807), Friedrich Wilhelm von Malapert-Neufville (Frauenstein, ab 1807) und Justinian von Adlerflycht (Alten Limpurg, ab 1808). Weitere Appellationsgerichtsräte waren unter anderem Johann Büchner und Johann Ernst Friedrich Danz.
Mit dem Höchsten Organisations-Patent der Verfassung des Großherzogtums Frankfurt wurden formell die Vorrechte des Adels vermindert. Auf das Schöffen-Appellationsgericht Frankfurt hatte dies zunächst keinen Einfluss. Mit Verordnung vom 5. Oktober 1812 wurde ab Anfang 1813 eine neue Gerichtsverfassung geschaffen. Erstinstanzliche Gerichte waren nun "Departementsgerichte", das Schöffen-Appellationsgericht Frankfurt wurde in Appellationshof umbenannt. Eine materielle Wirkung hatten diese Änderungen nicht, da das Großherzogtum nach der Völkerschlacht bei Leipzig unterging.

## Instanzenzug
Dem Schöffen-Appellationsgericht Frankfurt war das Oberappellationsgericht Aschaffenburg übergeordnet.
Gerichte der ersten Instanz waren das Stadtgericht Frankfurt am Main, das Landamt Frankfurt am Main, das Gräflich Solms-Rödelheimisches Patrimonialgericht Niederursel und das Gräflich Ingelheimisches Patrimonialgericht Ober-Erlenbach.

## Nachgeschichte
Die Konstitutionsergänzungsakte regelte in den Artikeln 27 bis 34 die Organisation der Justiz in der Freien Stadt Frankfurt. Nachfolger des Schöffen-Appellationsgerichtes Frankfurt wurde nun das Appellationsgericht Frankfurt am Main.